# Aalborg Boldspilklub
 Der er for få eller ingen kildehenvisninger i denne artikel, hvilket er et problem. Du kan hjælpe ved at angive troværdige kilder til de påstande, som fremføres i artiklen.

 "AaB" omdirigeres hertil. For andre betydninger af AaB, se AAB.
Aalborg Boldspilklub af 1885, AaB eller Aalborg BK er en dansk sportsklub hjemmehørende i Aalborg.
Nationalt benyttes forkortelsen AaB. I internationale sammenhænge benyttes forkortelsen Aalborg BK.
Aalborg Boldspilklub blev stiftet d. 13. maj 1885 på initiativ af Aalborg Gymnastikforening. I de første år bestod klubben kun af cricket, hvorfor navnet ved stiftelsen var Aalborg Cricketklub. Man ændrede dog navnet til Aalborg Boldklub i 1899. I 1902 blev fodboldafdelingen i klubben oprettet på amatør-basis, og i 1906 blev klubbens navn igen ændret, denne gang til det nuværende Aalborg Boldspilklub af 1885.
AaB A/S, professionel fodboldklub, der til daglig spiller i Superligaen.
AaB Floorball, der er en floorballklub der spiller i den bedste danske floorballliga på amatørbasis.
I 2017 optog AaB af 1885 Aalborg E-sport som derved blev til AaB E-sport, en af Danmarks største afdelinger for E-sport på amatørplan.

## AaBs Sportsafdelinger
Aalborg Boldspilklub består i dag af flere sportsafdelinger. Fodbolden foregår gennem selskabet AaB a/s, mens andre sportsgrene hører under amatørafdelingen. Tidligere har basketball, ishockey og håndbold været professionelle afdelinger under AaB a/s.
AaB har hjemmebane på Aalborg Portland Park.
AaB's sportslige højdepunkter er danmarksmesterskaberne i fodbold i 1995, 1999 og 2008, samt ikke mindst The Double i 2014. I 1995 blev klubben samtidig den første danske deltager i Champions League, hvor det blandt andet blev til en 2-1-sejr over græske Panathinaikos. AaB var egentlig blevet slået ud i kvalifikationen af Dynamo Kijev, men det ukrainske hold blev ekskluderet efter en bestikkelsessag. Også efter klubbens tredje mesterskab i 2008, kvalificerede AaB sig til den prestigefyldte turnering, da man i to kvalifikationsrunder lykkedes med at ekspedere FK Modrica fra Bosnien-Hercegovina og FBK Kaunas fra Litauen ud. Denne gang blev det til en historisk flot tredjeplads i Champions League-gruppespillet, hvor højdepunkterne var en 2-1-hjemmesejr over skotske Celtic FC og 2-2 på Manchester Uniteds legendariske hjemmebane Old Trafford mod de forsvarende Champions League-mestre.
Det skal også nævnes at AaB har spillet sig i UEFA Cuppens gruppespil 2007-2008, da de slog Sampdoria, og blev det første danske hold, der har slået et italiensk hold ud af en europæisk turnering. AaB har desuden vundet bronze i 1936, 1969 og 2007 samt blevet pokalmestre i 1966 og 1970. I nyere tid har AaB stået som taber i pokalfinalen otte gange (1987, 1991, 1993, 1999, 2000, 2004, 2009) inden forbandelsen blev brudt i 2014 med en sejr på 4-2 over FC København. Siden har AaB tabt til Sønderjyske i 2020, og til FC København i 2023.

### De professionelle afdelingers sæsonresultater
| Sæson     | Fodbold | Fodbold   | Håndbold | Håndbold  | Ishockey | Ishockey  |
| --------- | ------- | --------- | -------- | --------- | -------- | --------- |
|           | Niveau  | Placering | Niveau   | Placering | Niveau   | Placering |
| 2009-2010 | 1       | 5         | 1        | 1         | 1        | 2         |

## Ledelse
Aalborg Boldspilklub (AaB) af 1885
- Formand for bestyrelsen Claus Fallingborg.

## Fanklubber
Fanklubben for AaB Fodbold, AaB Support Club, er Danmarks næstældste officielle fodboldfanklub (stiftet 1990). AaB åbnede i 1997 AaB Shoppen i Vingårdsgade i Aalborg i samarbejde med fanklubben (herunder Gitte Tribler og den tidligere formand Daniel Tribler).
Under AaB Support Club findes fangruppen AaB Tifo Kaos, som siden stiftelsen i 2002 har stået for at producere tifo'er , bannere og stemning til AaB's kampe.
Fangrupperingen Auxilia blev i 2009 stiftet af tidligere medlemmer af AaB Tifo Kaos og enkeltpersoner på tribunen. Auxilia har siden stiftelsen stået for initiativer der skal fremme fanscenens visuelle og vokale identitet til AaB's kampe og er blandt de mest konsistente uofficielle grupperinger på den danske fanscene. I 2017 blev fraktionen Promenaden Casuals også kaldet PC stiftet, gruppen har tilhørsforhold på værtshuset Promenaden.
I 2019 blev ungdomsgruppen Generationen stiftet. Generationen har siden stiftelsen samlet unge AaB fans og støttet holdet både på hjemme og udebane.
I 2020 så ungdomsgruppen, Auxilia Ungdom dagens lys. De har til formål at samle unge AaB-fans i et fællesskab omkring støtten til AaB.
I 2022 blev Auxilia, og også Auxilia ungdom, nedlagt, efter man mistede et banner til rivalerne fra Randers. I 2023 opstod der så en efterfølger af Auxilia, Unitas Norde, og Unitas Norde Ungdom.
I 2022 blev gruppen FILIA oprettet. Gruppen er Danmarks første intersektionelle feministiske fodboldfællesskab. Gruppen har til formål at samle AaB-fans på tværs af køn, etnicitet og seksualitet.
Paraplyorganisationen Vesttribunen har siden 2010 haft til formål at samle de forskellige fangrupper med relation til AaB omkring støtten til AaB. Herunder AaB Support Club, AaB Tifo Kaos, Auxilia, det tidligere Boys Republic m.m. Vesttribunen afholder årligt flere åbne arrangementer, åbne bus- og togture, tøjindsamlinger til Aalborgs hjemløse og medvirker på flere andre initiativer, blandt andet indvielsen af ''Vesttribunen'' på Aalborg Stadion i starten af 2020.

## Øvrige aktiviteter i AaB
AaB Shoppen var en butik der solgte AaB-merchandise. Butikken var beliggende i Friis Citycenter i Aalborg.
AaB College var et kollegie for sportsfolk, der dyrker fodbold, håndbold, ishockey, badminton, basketball, golf eller cykling ved siden af deres uddannelse. AaB College havde i skoleåret 2010/2011 ca. 145 elever
AaB Konference er en selskabsarrangør, der tager sig af forskellige selskaber fra 20 gæster og op til store events med flere end 2.500 deltagere.

## Trofæer
I sæsonen 2013/2014 vandt AaB ''The Double'', ved både at vinde pokalen og Superligaen.
|           | Guld | Sølv         | Bronze         | Pokalvinder |
| 2013/2014 | AaB  | FC København | FC Midtjylland | AaB         |
| --------- | ---- | ------------ | -------------- | ----------- |

I sæsonen 2007/2008 vandt AaB guld.
|           | Guld | Sølv           | Bronze       | Pokalvinder |
| 2007/2008 | AaB  | FC Midtjylland | FC København | Brøndby     |
| --------- | ---- | -------------- | ------------ | ----------- |

I sæsonen 2006/2007 vandt AaB Bronze.
|           | Guld         | Sølv           | Bronze | Pokalvinder |
| 2006/2007 | FC København | FC Midtjylland | AaB    | OB          |
| --------- | ------------ | -------------- | ------ | ----------- |

I sæsonerne 1998/1999 og 1994/1995 har AaB vundet guld.
|           | Guld | Sølv       | Bronze       | Pokalvinder  |
| 1998/1999 | AaB  | Brøndby IF | AB           | AB           |
| 1994/1995 | AaB  | Brøndby IF | Silkeborg IF | FC København |
| --------- | ---- | ---------- | ------------ | ------------ |

## Media mv. om AaB

### Bøger

#### Om klubben
- Jeg er AaB-fan – Mogens Madsen, Ekstra Bladet, 2002
- Vi er mestrene – John Laden Jensen og Christian Simoni, Aalborg 2008

#### Om personer
- 1000 på rød – Selvbiografi af Jimmy Nielsen i samarbejde med John Laden Jensen, 2006
- Sorte Svin – Selvbiografi af David Nielsen.

### Film
- AaB – Danske mestre 2008 – AaB i samarbejde med Viasat Sport, 2008

### Musik
- Vi står sammen om dig – Skrevet af Ivan Pedersen og tidligere AaB-spiller, Michael Vesterskov (Sang: AaB's daværende førstehold med Anders Sundstrup som frontvokal, kor: Snapshot), 1988
- Hattrick – 2004
- Vi er AaB, hvem er I? – Hit FM & Claus Hassing, 2006
- AaB Guld-sang – Skrevet af den lokale komiker Michael Staun i 2008. Sangen blev præsenteret på stadion efter AaB's danmarksmesterskab i 2008, men blev aldrig udgivet som single.
- Vesttribunen Hopper
- Se alle sange her: https://vesttribunen.dk/pages/sangkatalog

### Periodika
- Supporteren – Udgives af AaB Support Club 4 gange årligt.
- AaBSport – Udgives sammen med Nordjyske Stiftstidende op til hjemmekampe
- AaB MAG – 6 numre, produceret af Super Advice ApS
- AaB Avisen – Senere AaBSport
- AaB Magazine – 4 numre, produceret af Super Advice ApS, senere omdøbt til AaB MAG